# 宝山乡 (甘南县)
宝山乡，是中华人民共和国黑龙江省齐齐哈尔市甘南县下辖的一个乡镇级行政单位。

## 行政区划
宝山乡下辖以下地区：
长吉岗村、巨新村、巨宏村、巨丰村、富海村、太平山村、泉眼村、一心村、宝发村、四明村、新兴村、三合村、巨强村、宝山村、胜利村、巨变村、德胜村、靠河村和全胜村。